# Nuoto ai Giochi della XXVIII Olimpiade - 200 metri rana femminili

## Record
Prima di questa competizione, il record del mondo (WR) e il record olimpico (OR) erano i seguenti.
| Record mondiale | 2'22"44 | Amanda Beard Stati Uniti | 12 luglio 2004 Long Beach, Stati Uniti |
| Record olimpico | 2'24"03 | Ágnes Kovács Ungheria    | 20 settembre 2000 Sydney, Australia    |

Durante l'evento sono stati migliorati i seguenti record:
| Data      | Evento | Atleta       | Nazione     | Tempo   | Record          |
| --------- | ------ | ------------ | ----------- | ------- | --------------- |
| 19 agosto | Finale | Amanda Beard | Stati Uniti | 2'23"37 | Record olimpico |

## Batterie
Si sono svolte 5 batterie di qualificazione. Le prime 16 atlete si sono qualificate per le semifinali.

### 1ª batteria
1. Jaclyn Pangilinan, Filippine 2:33.38
2. Eeva Saarinen, Finlandia 2:34.17
3. Nicolette Teo, Singapore 2:38.17

### 2ª batteria
1. Marina Kuc, Serbia e Montenegro 2:30.39 -Q
2. Ilkay Dikmen, Turchia 2:32.69
3. Majken Thorup, Danimarca 2:35.29
4. Agustina De Giovanni, Argentina 2:35.94
5. Adriana Marmolejo, Messico 2:36.10
6. Imaday Nunez Gonzalez, Cuba 2:36.40

### 3ª batteria
1. Anne Poleska, Germania 2:26.48 -Q
2. Birte Steven, Germania 2:27.42 -Q
3. Mirna Jukić, Austria 2:28.28 -Q
4. Chiara Boggiatto, Italia 2:30.32 -Q
5. Diana Gomes, Portogallo 2:34.23
6. Iryna Maystruk, Ucraina 2:37.42
7. Athina Tzavella, Grecia 2:40.18
8. Diana Remenyi, Ungheria Non partita

### 4ª batteria
1. Leisel Jones, Australia 2:26.02 -Q
2. Masami Tanaka, Giappone 2:26.91 -Q
3. Brooke Hanson, Australia 2:27.38 -Q
4. Kirsty Balfour, Gran Bretagna 2:29.78 -Q
5. Lauren van Oosten, Canada 2:30.44 -Q
6. Ina Kapishina, Bielorussia 2:31.26 -Q
7. Smiljana Marinović, Croazia 2:32.52
8. Alenka Kejžar, Slovenia 2:32.64

### 5ª batteria
1. Amanda Beard, Stati Uniti 2:26.61 -Q
2. Ágnes Kovács, Ungheria 2:26.90 -Q
3. Caroline Bruce, Stati Uniti 2:27.82 -Q
4. Hui Qi, Cina 2:28.66 -Q
5. Elena Bogomazova, Russia 2:31.49 -Q
6. Yi Ting Siow, Malaysia 2:33.79
7. Ji-Young Lee, Corea del Sud 2:34.55
8. Xuejuan Luo, Cina Non partita

## Semifinali

### 1° Semifinale
1. Brooke Hanson, Australia 2:26.43 -Q
2. Anne Poleska, Germania 2:26.59 -Q
3. Agnes Kovacs, Ungheria 2:26.63 -Q
4. Hui Qi, Cina 2:26.75 -Q
5. Caroline Bruce, Stati Uniti 2:27.60
6. Elena Bogomazova, Russia 2:30.35
7. Lauren van Oosten, Canada 2:30.39
8. Chiara Boggiatto, Italia 2:30.76

### 2° Semifinale
1. Amanda Beard, Stati Uniti 2:25.62 -Q
2. Masami Tanaka, Giappone 2:26.38 -Q
3. Leisel Jones, Australia 2:26.71 -Q
4. Mirna Jukic, Austria 2:26.95 -Q
5. Kirsty Balfour, Gran Bretagna 2:28.92
6. Birte Steven, Germania 2:29.22
7. Marina Kuc, Serbia e Montenegro 2:31.77
8. Ina Kapishina, Bielorussia Squalificata

## Finale
1. Amanda Beard, Stati Uniti 2:23.37
2. Leisel Jones, Australia 2:23.60
3. Anne Poleska, Germania 2:25.82
4. Masami Tanaka, Giappone 2:25.87
5. Agnes Kovacs, Ungheria 2:26.12
6. Hui Qi, Cina 2:26.35
7. Mirna Jukic, Austria 2:26.36
8. Brooke Hanson, Australia 2:26.39